# Gunbird 2
Gunbird 2 (Japonés: ガンバード2) es un videojuego del género Shoot em Up vertical creado para Arcade y lanzado en 1998 por la compañía Japonesa Psikyo. Es la secuela del videojuego original Gunbird lanzado en 1994. El juego fue posteriormente lanzado para Dreamcast y PlayStation 2.

## Características
Al igual que la primera versión, Gunbird 2 se aleja de los conceptos comunes del género con sus tonos normalmente más serios, como el propio juego de Psikyo Strikers 1945, entrando a un estilo de parodia que se asemeja a videojuegos como Parodius, con gráficos coloridos, diálogos con humor y un estilo de ilustraciones más cercano al Anime, empezando por los propios protagonistas y los villanos, quienes son una parodia de la serie de animación Japonesa Yatterman.
Gunbird 2 agregá al sistema del juego el sistema de "chains" por capturar lingotes de oro, este consiste en capturar los lingotes cuando están brillando lo más posible y así conseguir puntaje extra. Este sistema se volvería a repetir en los próximos videojuegos de Psikyo como Strikers 1945 III o Strikers 1945 Plus.
Gunbird 2 también es moderadamente conocido por ser uno de los videojuegos de Psikyo más difíciles en su "segundo loop".

## Versiones
Gunbird 2 saltaría de su versión Arcade a consolas en dos versiones: La primera para Sega Dreamcast el 2000 distribuida por Capcom que incluye como agregado al personaje Morrigan Aensland de la saga de juegos de pelea de la misma compañía Darkstalkers y la segunda por Atlus para PlayStation 2 en el compilado Gunbird 1 & 2 el 2004.